# 오픈데이라이트 프로젝트
오픈데이라이트 프로젝트(OpenDaylight Project)는 리눅스 재단이 운영하는 협업 오픈 소스 프로젝트이다. 이 프로젝트는 개방되고 중앙 집중화된 컴퓨터 네트워크 장치 모니터링을 위한 소프트웨어 정의 네트워킹(SDN)용 플랫폼 역할을 한다.

## 역사
2013년 4월 8일, 리눅스 재단은 오픈데이라이트 프로젝트의 설립을 발표했다. 목표는 소프트웨어 정의 네트워킹(SDN)과 네트워크 기능 가상화(NFV)의 커뮤니티 주도적이고 산업 지원을 받는 오픈 소스 플랫폼을 만드는 것이었다.

### 기술 스티어링 위원회
| 연도             | TSC 의장          |
| ---------------- | ----------------- |
| 2013, 2014       | David Meyer       |
| 2015, 2016, 2017 | Colin Dixon       |
| 2018, 2019, 2020 | Abhijit Kumbhare  |
| 2021, 2022       | Guillaume Lambert |